# Tarun Tejpal
Tarun Tejpal, inaczej Tarun J Tejpal, wym. Tedźpal, ur. w 1963 – znany w Indiach dziennikarz, eseista, krytyk literacki i pisarz. Jego działalność budzi kontrowersje. Pisuje do The Guardian, The Financial Times, The Paris Review. W Indiach do India Today i Indian Express. Jako założyciel (w 2000) i redaktor naczelny tygodnika Tehelka, przyczynił się do zdemaskowania wielu afer w indyjskich sferach rządowych. W 2002 roku BusinessWeek zaliczył go do grona 50 najważniejszych postaci zmieniającej się Azji. The Guardian do 20 najważniejszych w elicie Indii Mieszka w Nowym Delhi z żoną i dwoma córkami. 
Jego tygodnik Tehelka jest szeroko omawianym wśród Indusów i w mediach. Dziennikarz Madhu Trehan napisał książkę Tehelka as Metaphor, o tym, jak Tarun Tejpal i cały zespół tygodnika był zwalczany przez indyjską biurokrację. 
Debiutancka powieść Tejpala Alchemia pożądania wzbudziła duże zainteresowanie, otrzymała nagrodę Prix Millepages i została przetłumaczona na kilkanaście języków. 

## Twórczość
- The Alchemy of Desire (2005) - pol. 2006 Alchemia pożądania
- The Story of My Assassins (2009)